# 583 هـ
583 هـ هي سنة في التقويم الهجري امتدت مقابلةً في التقويم الميلادي بين سنتي 1187 و1188.

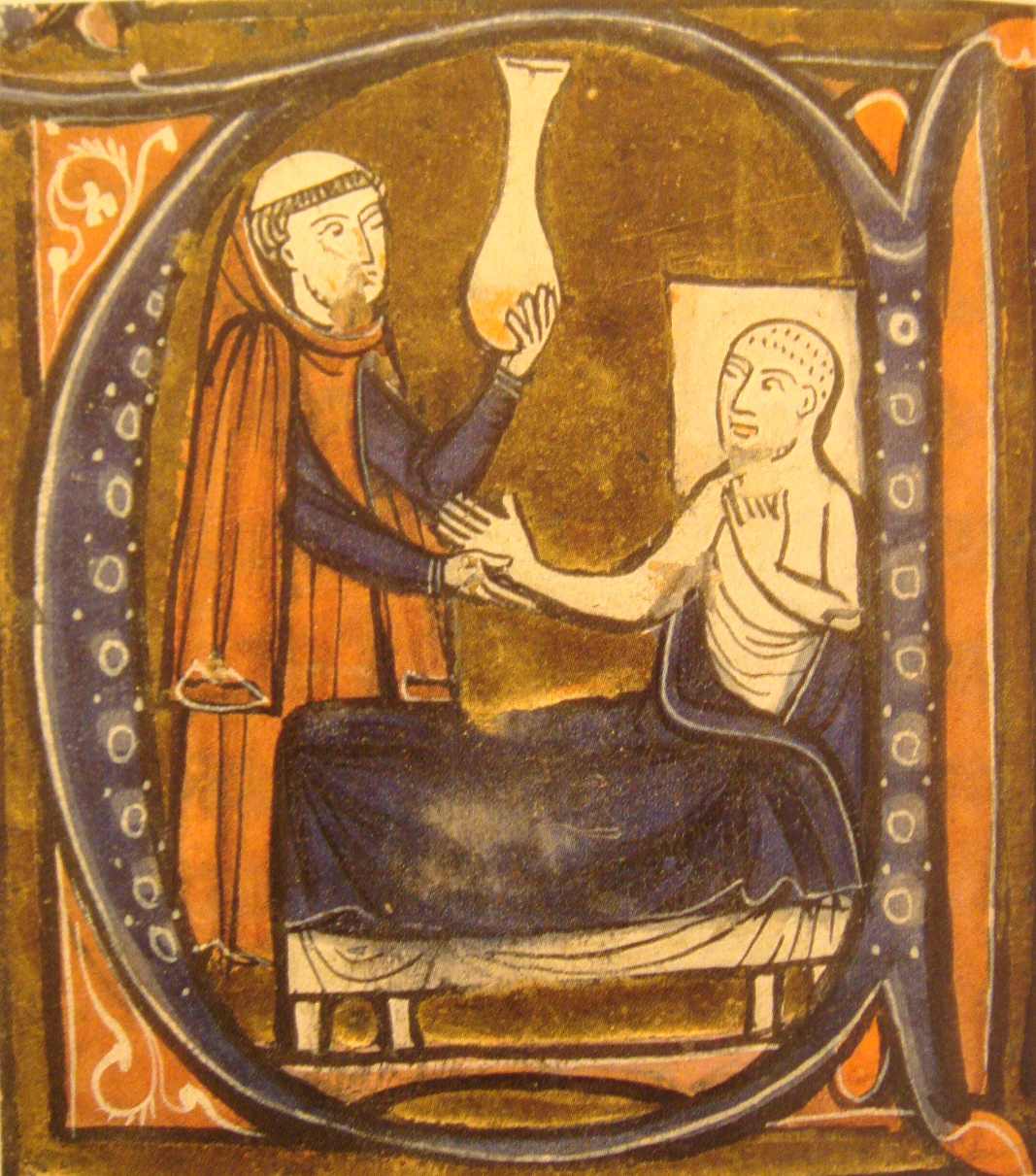
جيراردو الكريموني

## أحداث
- 25 ربيع الثاني - معركة حطين بين المسلمين بقيادة صلاح الدين الأيوبي والصليبيين إنتهت بتحرير القدس ومعظم من أيدي الصليبيين.

## مواليد
- ابن أبي الدم
- ابن دنينير
- المكزون السنجاري
- أحمد بن خليل الخويي

## وفيات
- ابن التعاويذي
- ابن بري
- ابن رواحة الحموي
- القاساني
- جيراردو الكريموني